# Adam Bürkle
Georg Adam Bürkle (* 25. Januar 1825 in Plattenhardt; † 13. August 1896 in Stuttgart, Arkansas) war ein deutscher Auswanderer, evangelischer Pfarrer und Gründer der Stadt Stuttgart in Arkansas.

## Leben
Bürkle wurde im heute zu Filderstadt gehörenden Ort Plattenhardt geboren (⊙). Als Sohn eines Schmiedes wuchs er in bescheidenen Verhältnissen auf. Bürkle war in Erpfingen als Lehrer- bzw. als Schulgehilfe in Plattenhardt tätig; sein Bruder war der spätere Geistliche und Schriftsteller Johann Martin Bürkle.
In dem Jahr 1852 vermerkt das Kirchenbuch Bürkles Auswanderung mit seiner Frau Barbara Roth und seiner Tochter Caroline in die USA. Dort war er zeitweilig im Lancaster County, Pennsylvania, in Lansing, Michigan und in Woodville in Ohio ansässig und als Geistlicher tätig.
Mit einem Freund startete Bürkle 1877 eine Reise nach Arkansas, wohl mit dem Ziel eine Kolonie zu errichten und eine neue Synode seiner Kirche zu gründen. Am Gum Pond, einem mit Gummibäumen umwachsenen Teich, wurde er fündig und kaufte Land. Er kehrte nach Woodville zurück und startete dort 1878 mit 65 Personen nach Arkansas zu einer neuen Heimat.
Bürkles Haus am neuen Ort wurde zum Versammlungsraum und diente als Kirche und Postamt. 1880 nahm Bürkle die Tätigkeit eines Postmeisters auf, was einen Namen für den Ort bedingte. In Erinnerung an seine alte Heimat gab er dem Ort den Namen Stuttgart. Als 1882 eine Eisenbahnstrecke durch das Gebiet gebaut wurde, lief diese nicht direkt am Ort vorbei. Bürkle erbaute daraufhin ein Postamt zwei Meilen von seinem Haus entfernt und an den Schienen liegend. Das Gebäude mit dem Stuttgart-Schild sorgte so für die heutige Lage Stuttgarts.
Adam Bürkle verstarb nach langer Krankheit 1896. Die North Buerkle Street und die South Buerkle Street erinnern in Stuttgart an ihn, der Adam-Bürkle-Weg in Plattenhardt.